# جون توماس دنلوب
جون توماس دنلوب (بالإنجليزية: John Thomas Dunlop) (و. 1914 – 2003 م) هو عالم اقتصاد، وبروفيسور (أستاذ جامعي) من الولايات المتحدة الأمريكية ولد في بليسرفيل.
وهو عضو في الحزب الديمقراطي الأمريكي .

## التعليم
تعلم في جامعة كاليفورنيا، بركلي.

## مناصب وهيئات
أدار جامعة هارفارد.

## روابط خارجية
- جون توماس دنلوب على موقع مونزينجر (الألمانية)
- جون توماس دنلوب على موقع إن إن دي بي (الإنجليزية)